# Puerto Natales
Puerto Natales – miasto w Chile, w regionie Magallanes. W 2017 roku liczyło 19 180 mieszkańców. Ośrodek administracyjny prowincji Última Esperanza.